# Espinor
Un  camp espinorial  o espinor  és un tipus de camp físic, que generalitza els conceptes de camps vectorials i tensorials. Es caracteritza per dues peculiaritats:
- Les mesures obtingudes per dos observadors inercials d'un mateix camp tensorial, estan relacionades per lleis de transformació associades a una representació de grups de Lie {\displaystyle SL(2,\mathbb {C} )} o {\displaystyle SU(2,\mathbb {C} )} (Els camps vectorials i tensorials es transformen segons representacions de {\displaystyle SO(3,1,\mathbb {R} )} o {\displaystyle SO(3,\mathbb {R} )}).
- Les úniques magnituds físiques directament mesurables són funcions "quadràtiques" de les components del camp (aquestes si es transformen d'acord amb {\displaystyle SO(3,1,\mathbb {R} )} i {\displaystyle SO(3,\mathbb {R} )}).

## Motivació matemàtica
La motivació és que els grups de Lie {\displaystyle SL(2,\mathbb {C} )} i {\displaystyle SU(2,\mathbb {C} )} a més a més de compactes, són també simplement connexos, ja que el tractament quàntic d'un camp físic requereix estudiar les representacions projectives del grup de simetria associat al camp. A més a més resulta que les representacions projectives d'un grup de Lie es redueixen a les representacions ordinàries del seu recobridor universal. Així substituir els grups {\displaystyle SO(3,1,\mathbb {R} )} i {\displaystyle SO(3,\mathbb {R} )} pels seus recobridors universals {\displaystyle SL(2,\mathbb {C} )} i {\displaystyle SU(2,\mathbb {C} )} resol el problema de determinar totes les representacions projectives irreductibles dels dos primers grups.

## Motivació física
En teoria quàntica de camps qualsevol tipus de partícula material és tractada com un camp. Els dos tipus bàsics de partícules són els bosons i els fermions, els primers poden ser descrits adequadament mitjançant camps vectorials o tensorials mentre que els segons només poden ser descrits mitjançant camps espinorials.